# حريق المهملات (فلم)
حريق المهملات (بالإنجليزية: Trash Fire) هو فيلم كوميديا-رعب أمريكي صدر في 2016. من تأليف وإخراج ريتشارد بيتس، وبطولة أدريان جرينيه، أنجيلا تريمبور، فيونولا فلانجان، انالين ماكورد، ماثيو غراي غابلر وسالي كيركلاند. العرض الأول في العالم كان في مهرجان صندانس السينمائي في 23 يناير 2016 وعرض في إصدار محدود. وعرض لاحقاً من خلال الفيديو حسب الطلب في الولايات المتحدة في 3 نوفمبر 2016، بواسطة شركتي الإنتاج أوريون بيكشرز و شركة "Circle of Confusion".

## الأحداث
أوين شخص مريض باضطراب اكتئابي كان على علاقة متوترة مع إيزابيل لثلاث سنوات. وعندما اكتشفت إيزابيل أنها حامل، أخبرته وقررا السفر للبقاء مع جدة أوين ومع شقيقته الصغرى بيرل. والدا أوين لقوا حتفهم بسبب حريق منزل. وفي مدة بقائهما يكتشف أسرارا كثيرة عن عائلته ويواجه الاثنان شبكة من الأكاذيب والخداع وجرائم القتل.

## الممثلين والشخصيات
- أدريان غرينيه (أوين)
- أنجيلا تريمبور (إيزابيل)
- فيونولا فلانجان (فايوليت)
- انالين ماكورد (بيرل)
- ماثيو غراي غابلر (كاليب أو كيليب)
- سالي كيركلاند (فلورانس)
- إزرا بزنغتون (ستيرلنق)

## ردود الأفعال
تلقى الفيلم مراجعات إيجابية متفاوتة من النقاد. في مراجعة موقع الطماطم الفاسدة الفيلم حصل على تقييم 67% ارتكز على 18 مراجعة. مع متوسط 6.5/10. اما تقرير موقع ميتاكريتيك حصل الفيلم على تقييم 42 من 100 درجة اعتمد التقييم على 10 مراجعات، مشيرا إلى «تفاوت أو متوسط التقييمات».

## وصلات خارجية
- مقالات تستعمل روابط فنية بلا صلة مع ويكي بيانات